# Herb Mrozów
Herb Mrozów – symbol miasta i gminy Mrozy, autorstwa Honoraty Grudzień, ustanowiony 8 grudnia 1991.

## Wygląd i symbolika
Herb przedstawia na tarczy dzielonej w rosochę w polu górnym sześcioramienny płatek śniegu w kolorze białym (symbolizuje specyficzny ostry klimat), prawe pole przedstawia zieloną blaszkę liścia dębu osadzonego na gałązce z dwoma żołędziami w naturalnych barwach, ułożona skosem w prawo (przypomina o licznie rosnących tu dębach, z których wiele uznanych jest za pomniki przyrody) na złotym tle, natomiast lewe pole przedstawia stylizowaną czapkę napoleońską w kolorze czarnym, u podstawy której jest niewielka biała część wnętrza, ułożona skosem w lewo (stanowi symbol legendy, która głosi, że w 1812 roku kilku napoleońskich żołnierzy w odwrocie po klęsce moskiewskiej zamarzło w miejscowości Mrozy) na zielonym tle.